# Municipio de Rock Creek (Illinois)
El municipio de Rock Creek (en inglés, Rock Creek Township) es una subdivisión administrativa del condado de Hancock, Illinois, Estados Unidos. Según el censo de 2020, tiene una población de 322 habitantes.

## Geografía
Está ubicado en las coordenadas 40°30′20″N 91°11′40″O / 40.50556, -91.19444. Según la Oficina del Censo de los Estados Unidos, el municipio tiene una superficie total de 93.16 km², correspondientes en su totalidad a tierra firme.

## Demografía
Según el censo de 2020, hay 322 personas residiendo en la zona. La densidad de población es de 3.46 hab./km². El 90.99 % son blancos, el 0.62 % son afroamericanos, el 0.62% son amerindios, el 2.80% son de otras razas y el 4.97 % son de una mezcla de razas. Del total de la población, el 3.42 % son hispanos o latinos de cualquier raza.